# Rhopalodiales
Ordre
Les Rhopalodiales sont un ordre d'algues de l'embranchement des Bacillariophyta  et de la classe des Bacillariophyceae.

## Liste des familles
Selon AlgaeBase (4 juin 2022) :
- Epithemiaceae
- Rhopalodiaceae Topachevs'kyj & Oksiyuk, 1960

## Systématique
Le nom correct complet (avec auteur) de ce taxon est Rhopalodiales D.G.Mann, 1990.

## Publication originale
- Round, F.E., Crawford, R.M. & Mann, D.G. (1990). The diatoms biology and morphology of the genera.  pp. [i-ix], 1-747. Cambridge: Cambridge University Press.